# Будоя
Будоя (итал. Budoia) — коммуна в Италии, располагается в регионе Фриули-Венеция-Джулия, в провинции Порденоне.
Население составляет 2489 человек (2008 г.), плотность населения составляет 66 чел./км². Занимает площадь 38 км². Почтовый индекс — 33070. Телефонный код — 0434.
Покровителем коммуны почитается святой апостол Андрей Первозванный, празднование 30 ноября.

## Демография
Динамика населения:

## Администрация коммуны
- Официальный сайт: http://www.comune.budoia.pn.it/